# بيرسيفال والاس
بيرسيفال والاس (بالإنجليزية: Percival Wallace)‏ (6 أكتوبر 1891 في أستراليا - 3 أكتوبر 1959 بملبورن في أستراليا) هو لاعب كريكت أسترالي. لعب مع فريق فكتوريا للكريكت.

## وصلات خارجية
- بيرسيفال والاس على موقع إي آس بي آن كريك إنفو (الإنجليزية)